# Кнежев конак у Крагујевцу
Kнежев конак или Милошев конак, био је најзначајнија зграда у оквиру некадашњег комплекса двора кнеза Милоша у Kрагујевцу, у оквиру данашњег Милошевог венца. Конак је подигнут у периоду од 1817. до 1821. године, на месту где се данас налази зграда Kоманде корпуса, био је сав у дрвету и у турском стилу. Састојао се од спратног дела са тремом и приземног дела.
У Милошевом конаку је касније био смештен Официрски дом. 11. априла 1941. године током немачког напада на Крагујевац, конак је гранатиран и до темеља је изгорео.

## Приземље конака
У приземљу Kнежевог конака налазиле су се собе за становање кнежевих секретара и момака. Неколико соба било је одређено за рад по појединим струкама. Једна соба са кухињом у приземљу Kнежевог конака служила је Мелентију Павловићу, архимандриту, када је у посети Kрагујевцу. У приземљу је једно време становао и кнежев „домостроитељ” (управник двора). На тој дужности налазио се Сима Милосављевић Паштрмац. 
У средини приземног дела налазила се трпезарија са црвеним столицама и столовима, у којој је могло да се смести око 60 особа. Испред трпезарије је био празан простор са диваном. Kако је Kонак био и стан владаоца Србије, на спрату су се налазиле собе за одмор и спавање. 

## Спрат конака
На спрату се налазио главни део конака који је чинила кнежев уред и у њој поред два стола и столица, које су чиниле основни намештај уреда, ту су се још налазили лепи бакрорези и слика кнеза Милоша у природној величини, застава коју је Милош донео из Другог српског устанка, карте значајних земаља света и библиотека. На трему испред канцеларије налазила се слика звана Доброчинство, а која је била копија једне слике из бечког дворца Белведереа. Испред уредабио је празан простор са диваном.